# フランコ・スコーリオ
- フランコ・スコッリオ

フランコ・スコーリオ（Francesco "Franco" Scoglio,1941年5月2日 - 2005年10月3日）は、イタリアのジェノヴァ出身の元アマチュアのサッカー選手でサッカー指導者。

## 経歴
1972年、レッジーナ1914のプリマヴェーラで指導者としてのキャリアをスタートさせた。その後はジェノアCFCの監督を数度に渡って務めた。ジェノアの監督を務めていた。1994-95年シーズン、三浦知良がレンタルで加入したが、選手としての能力をほとんど評価せず、(この時所属していたイタリア人選手によれば、スコーリオはアジア人に対しての差別意識があったともしている。)開幕から数試合後に更迭された。クラブではトリノFC、SSCナポリなどの監督を務め、1998年から2001年にかけてはチュニジア代表を率いた。
2005年、ローカル放送のサッカー番組に出演し、ジェノアCFCについての討論中、心臓発作で死亡した。